# Серебристобокая саламандра
Серебристобокая саламандра (лат. Bolitoglossa macrinii) — вид земноводных, принадлежащий к семейству Plethodontidae. Этот вид является эндемиком Мексики.

## Этимология
Видовое название дано в честь Эмиля Макриниуса, известного коллекционера образцов естественной истории из Мексики.

## Ареал и места обитания
Серебристобрюхая саламандра распространена вдоль тихоокеанского склона Сьерра-Мадре-дель-Сур в мексиканском штате Оахака. Встречается в районах Сан-Мигель-Сучикстепек и Сан-Габриэль-Миштепек, а также между этими двумя местами и Почутлой. Чаще всего этот вид можно увидеть на высотах от 550 до 1860 метров, хотя иногда его можно встретить и на высоте до 2500 метров. Площадь области распространения составляет 4756 км², а области обитания — 4345 км².
Обитает в субтропических или тропических влажных горных лесах, но также встречается на плантациях

## Статус
Bolitoglossa macrinii находится под угрозой исчезновения из-за утраты своей естественной среды обитания.